# Гонсалу Гедеш
Гонса́лу Ге́деш (порт. Gonçalo Guedes, нар. 29 листопада 1996, Бенавенте) — португальський футболіст, півзахисник англійського клубу «Вулвергемптон Вондерерз» і збірної Португалії.
Відомий, зокрема, виступами за «Бенфіку», «Валенсію» та національну збірну Португалії.

## Клубна кар'єра
Народившись у Бенавенте, у 11 років вступив до футбольної академії «Бенфіки» і пройшов через усі вікові молодіжні команди клубу перш ніж 19 квітня 2014 року дебютувати на професійному рівні за «Бенфіку Б» у матчі Сегунда-Ліги проти «Порту Б».
18 жовтня 2014 року дебютував за першу команду «Бенфіки» у матчі третього раунду Кубка Португалії проти «Спортінга» (Ковілья). 4 січня 2015 року Гонсалу дебютував за «Бенфіку» у Прімейра-Лізі у матчі проти «Пенафієла» замінивши Ліму у додатковий час. 4 липня його було визнано найкращим гравцем сезону 2014-15 Сегунда-Ліги у номінації «Прорив року».
26 вересня 2015 року забив свій перший гол у вищому дивізіоні у переможній грі 3-0 над «Пасуш ді Феррейра». Вже за 4 дні 30 вересня він вперше відзначився голом і у Лізі чемпіонів, допомігши команді перемогти «Атлетіко» з рахунком 2-1 і ставши таким чином наймолодшим португальським гравцем, який коли-небудь забивав гол у груповому раунді цього турніру.
25 січня 2017 року перейшов до «Парі Сен-Жермен». Контракт розраховано до 2021 року, а сума угоди склала €25.000.000. Попри це португальцю не вдалося відразу пробитися до основного складу паризького клубу і, провівши протягом півроку лише 11 ігор в усіх турнірах, він у вереснт того ж 2017 року був відданий в оренду до «Валенсії». У кінці літа 2018 року «Валенсія» придбала права на гравця за €40.000.000.

## Виступи за збірну
Вперше Гуедеш був викликаний до збірної Португалії тренером Фурнанду Сантушем 6 листопада 2015-го перед товариськими матчами з Росією та Люксембургом. Він дебютував у виїзному матчі проти росіян, який завершився поразкою 0-1.
| Дата       | Місто            | Господарі  | Результат | Гості             | Турнір                  | Голи | Примітки |
| ---------- | ---------------- | ---------- | --------- | ----------------- | ----------------------- | ---- | -------- |
| 14-11-2015 | Краснодар        | Росія      | 1 – 0     | Португалія        | товариський матч        | -    | 82'      |
| 17-11-2015 | Люксембург       | Люксембург | 0 – 2     | Португалія        | товариський матч        | -    | 62'      |
| 7-10-2017  | Андорра-ла-Велья | Андорра    | 0 – 2     | Португалія        | Відбір до ЧС 2018       | -    | 90'      |
| 10-11-2017 | Візеу            | Португалія | 3 – 0     | Саудівська Аравія | товариський матч        | 1    | 75'      |
| 14-11-2017 | Лейрія           | Португалія | 1 – 1     | США               | товариський матч        | -    | 81'      |
| 23-3-2018  | Цюрих            | Португалія | 2 – 1     | Єгипет            | товариський матч        | -    | 76'      |
| 26-3-2018  | Женева           | Португалія | 0 – 3     | Нідерланди        | товариський матч        | -    | 46'      |
| 28-5-2018  | Брага            | Португалія | 2 – 2     | Туніс             | товариський матч        | -    | 72'      |
| 2-6-2018   | Брюссель         | Бельгія    | 0 – 0     | Португалія        | товариський матч        | -    | 90+2'    |
| 7-6-2018   | Лісабон          | Португалія | 3 – 0     | Алжир             | товариський матч        | 2    |          |
| 15-6-2018  | Сочі             | Португалія | 3 – 3     | Іспанія           | ЧС 2018 - груповий етап | -    | 80'      |
| 20-6-2018  | Москва           | Португалія | 1 – 0     | Марокко           | ЧС 2018 - груповий етап | -    |          |
| 25-6-2018  | Саранськ         | Іран       | 1 – 1     | Португалія        | ЧС 2018 - груповий етап | -    | 90+6'    |
| 30-6-2018  | Сочі             | Уругвай    | 2 – 1     | Португалія        | ЧС 2018 - 1/8 фіналу    | -    | 74'      |
| Усього     |                  | Матчів     | 14        |                   | Голів                   | 3    |          |

## Титули і досягнення
«Бенфіка»
- Чемпіонат Португалії
  - Чемпіон (4): 2014–15, 2015–16, 2016–17, 2022–23
- Суперкубок Португалії
  - Володар (1): 2016
- Кубок португальської ліги
  - Володар (2): 2014–15, 2015–16

 «Парі Сен-Жермен»
- Кубок Франції
  - Володар (1): 2016–17
- Кубок французької ліги
  - Володар (1): 2016–17
- Суперкубок Франції
  - Володар (1): 2017

 «Валенсія»
- Кубок Іспанії
  - Володар (1): 2018–19
  - Фіналіст (1): 2021–22

 Збірна Португалії
- Ліга націй УЄФА
  - Переможець (1): 2018-19